# Makrokylindrus reyssi
Makrokylindrus reyssi är en kräftdjursart som beskrevs av Mihai Bacescu 1972. Makrokylindrus reyssi ingår i släktet Makrokylindrus och familjen Diastylidae.
Artens utbredningsområde är Mauretanien. Inga underarter finns listade i Catalogue of Life.